# 外埔 (雲林縣)
外埔，是臺灣雲林縣口湖鄉的一個傳統地域名稱，位於該鄉東北端。相較於今日行政區，其範圍大致包括崙東村東部邊界地帶中段、埔北村、埔南村不含西部及東南部、湖東村北部。

## 歷史
臺灣日治初期，外埔地區為一（舊制）街庄，稱為「外埔庄」，隸屬於尖山堡。該庄北與內湖庄為鄰，東與下寮庄、蔡厝庄為鄰，南邊東段為謝厝藔庄，南邊中、西段及西南邊為口湖庄，西邊為下崙庄。
1901年（日治明治三十四年）11月，全臺廢縣廳改設二十廳，該庄隸屬於斗六廳。1903年（明治三十六年）6月，該庄編入「下崙區」，隸屬於斗六廳。1909年（明治四十二年）10月，合併二十廳為十二廳，下崙區改隸屬於嘉義廳。1920年（大正九年），全臺地方制度大改正，廢十二廳改設五州二廳，該庄改制為「外埔」大字，隸屬於臺南州北港郡口湖庄（新制街庄）。
戰後口湖庄改制為口湖鄉，隸屬於臺南縣，大字亦改制為村。1950年10月，雲、嘉、南分治，口湖鄉改隸屬雲林縣。

## 聚落
本地區發展較早的聚落有外埔、龞潭、沙崙後等，在日治期初期的官方地圖上已有記載。

## 交通
鄉道雲135線是羊稠厝（實際起點在溪尾地區中溪尾聚落南郊）至頂口湖的道路，經過本地區沙崙後聚落聚落。由該道路向北北東可前往內湖地區西部、羊稠厝地區西部、溪尾地區中部，並止於該地區中溪尾聚落南郊的鄉道雲128線路口；向南南西可前往口湖地區北部，並止於該地區頂口湖聚落的鄉道雲131線路口暨雲138線起點路口。
鄉道雲136線是下崙至下鹿場（應為頂鹿場）的道路，經過本地區北部邊界地帶。由該道路向西南西可前往下崙，並止於省道台17線路口；向東微南可前往下寮、下寮/蔡厝交界地帶、鹿場，並止於該地區東部略偏北的鄉道雲165-1線路口（頂鹿場聚落北北東郊）。
鄉道雲136-2線是下崙至蟞潭（鱉潭）的道路，其東側端點（終點）位於本地區中部鱉潭聚落北側的鄉道雲141線路口。由此向西北西蜿蜒而行，過羊稠厝大排水溝至路底轉北，沿本地區西部邊界至第二個路口轉西北西，可前往下崙地區東部，並止於下崙聚落東北郊的鄉道雲136線路口。
鄉道雲136-3線是林投圍至外埔的道路，全線位於本地區境內，其北側端點（起點）位於本地區北部邊界地帶接近最東端的鄉道雲136線路口（林投圍聚落東北郊）。由此向南南西可前往外埔聚落並止於聚落東北側的鄉道雲138線路口。
鄉道雲138線是頂口湖至蔡厝的道路，經過本地區南部的外埔聚落。由該道路向西南西轉西北西可前往口湖地區北部，並止於該地區頂口湖聚落的鄉道雲131線路口暨雲135線終點路口；向東南東轉東微北可前往蔡厝地區東北部的鄉道雲136線路口（蔡厝聚落北郊）。
鄉道雲141線是三塊厝至口湖的道路，經過本地區的林投圍、鱉潭、外埔三個聚落。由該道路向北北東可前往內湖地區東北部邊界地帶的鄉道雲132線路口（三塊厝聚落北郊）；向南南西轉南可前往口湖，並止於鄉道雲131線路口。
鄉道雲141-1線是埔南至湖東的道路，其北側端點（起點）位於本地區外埔（埔南）聚落的鄉道雲138線轉角路口（興南國小東南側）。由此向南南西可前往口湖，並止於縣道164號路口。
鄉道雲143線是埔南至湖口的道路，其北側端點（起點）位於本地區外埔（埔南）聚落的鄉道雲138線轉角路口。由此向東南微南可前往謝厝寮、椬梧、下湖口，並止於該地區東部的鄉道雲147線轉角路口（水井寮聚落西郊，屬湖口村）。

## 學校
- 興南國小